# Liste der Staatsstraßen in Kroatien
Diese Liste der Staatsstraßen in Kroatien gibt einen Überblick über die Staatsstraßen (auch Nationalstraßen; kroatisch: Državne ceste, Singular Državna cesta) in Kroatien.

Das Straßennetz beträgt 7.149 Kilometer.

## Staatsstraßen 1 bis 9
Die Staatsstraßen 1 bis 9 durchqueren ganz Kroatien von einer Staatsgrenze zur anderen. Gerade Straßennummern verlaufen in Ost-West-Richtung, ungerade Straßennummern verlaufen in Nord-Süd-Richtung.
| Nummer | Verlauf | Gesamtlänge |
| ------ | --- | ----------- |
| D1     | Macelj (slowenische Grenze) – Krapina – Zagreb – Karlovac – Gračac – Knin – Brnaze – Split                                                                         | 418,7 km    |
| D2     | Dubrava Križovljanska (slowenische Grenze) – Varaždin – Virovitica – Našice – Osijek – Vukovar – Ilok (serbische Grenze)                                           | 347,9 km    |
| D3     | Goričan (ungarische Grenze) – Čakovec – Varaždin – Breznički Hum – Zagreb – Karlovac – Rijeka                                                                      | 218,4 km    |
| D4     | Bregana (slowenische Grenze) – Zagreb – Slavonski Brod – Bajakovo (serbische Grenze) ersetzt durch                                                                 | 306,6 km    |
| D5     | Terezino Polje (ungarische Grenze) – Virovitica – Daruvar – Okučani – Stara Gradiška (bosnische Grenze)                                                            | 123,1 km    |
| D6     | Jurovski Brod (slowenische Grenze) – Ribnik – Karlovac – Krnjak – Glina – Dvor (bosnische Grenze)                                                                  | 134,5 km    |
| D7     | Duboševica (ungarische Grenze) – Beli Manastir – Osijek – Đakovo – Slavonski Šamac (bosnische Grenze)                                                              | 115,2 km    |
| D8     | Pasjak – Šapjane – Rijeka – Zadar – Split – Klek (bosnische Grenze) Unterbrechung Zaton Doli (bosnische Grenze) – Dubrovnik – Karasovići (montenegrinische Grenze) | 643,8 km    |
| D9     | Metković (bosnische Grenze) – Opuzen – | 010,9 km    |

## Staatsstraßen 10 bis 75
| Nummer | Verlauf | Gesamtlänge |
| ------ | --- | ----------- |
| D10    | AS Sveta Helena – Dubrava – Gradec – Križevci – Koprivnica – Gola (ungarische Grenze)                      | 086,4 km    |
| D12    | Vrbovec 2 – Bjelovar – Virovitica – Terezino Polje (ungarische Grenze)                                     | 086,5 km    |
| D14    | AS Mokrice – Bedekovčina                                                                                   | 011,1 km    |
| D20    | Čakovec – Prelog – Donja Dubrava – Đelekovec – Koprivnica                                                  | 050,4 km    |
| D22    | – Novi Marof – Križevci – Sv. Ivan Žabno                                                                   | 042,7 km    |
| D23    | Duga Resa – Josipdol – Žuta Lokva – Senj                                                                   | 103,9 km    |
| D24    | Bedekovčina – Zlatar Bistrica – Donja Konjšćina – Budinšćina – Novi Marof – Varaždinske Toplice – Poljanec | 069,2 km    |
| D25    | Korenica – Bunić – Lički Osik – Gospić – Karlobag                                                          | 083,6 km    |
| D26    | Dubrava – Čazma – Garešnica – Dežanovac - Daruvar                                                          | 088,5 km    |
| D27    | Gračac – Obrovac – Benkovac – Stankovci –                                                                  | 096,9 km    |
| D28    | Gradec – Bjelovar – V. Zdenci                                                                              | 070,7 km    |
| D29    | Novi Golubovec – Zlatar Bistrica – Marija Bistrica – Soblinec                                              | 049,8 km    |
| D30    | AS Buzin − Velika Gorica − Petrinja − Hrvatska Kostajnica (bosnische Grenze)                               | 083,1 km    |
| D31    | Velika Gorica – Gornji Viduševac –                                                                         | 056,1 km    |
| D32    | Prezid (slowenische Grenze) – Delnice                                                                      | 049,7 km    |
| D33    | Strmica (bosnische Grenze) – Drniš – Knin – Vidici                                                         | 073,3 km    |
| D34    | Slatina – Donji Miholjac – Josipovac                                                                       | 079,0 km    |
| D35    | Varaždin – Lepoglava – čvor Sv. Križ Začretje                                                              | 046,0 km    |
| D36    | Karlovac – Pokupsko – Sisak – AS Popovača                                                                  | 107,8 km    |
| D37    | Sisak – Petrinja – Glina                                                                                   | 034,4 km    |
| D38    | Pakrac – Požega – Pleternica – Đakovo                                                                      | 120,7 km    |
| D39    | bosnische Grenze – Aržano – Cista Provo – Kreisverkehr Šestanovac - Dubci                                  | 037,3 km    |
| D40    | AS Sveti Kuzam – Hafen Bakar (West)                                                                        | 003,1 km    |
| D41    | Gola (ungarische Grenze) – Koprivnica – Križevci – Vrbovec 1                                               | 082,9 km    |
| D42    | Vrbovsko – Ogulin – Josipdol – Plaški – Grabovac                                                           | 090,3 km    |
| D43    | Đurđevac – Bjelovar – Čazma – AS Ivanić Grad                                                               | 078,1 km    |
| D44    | AS Nova Vas – Ponte Portone – Buzet – AS Lupoglav                                                          | 050,5 km    |
| D45    | V. Zdenci – Garešnica – AS Kutina                                                                          | 043,6 km    |
| D46    | Đakovo – Vinkovci – Tovarnik (serbische Grenze)                                                            | 073,0 km    |
| D47    | Lipik – Novska – Hrvatska Dubica – Hrvatska Kostajnica – Dvor                                              | 094,5 km    |
| D48    | AS Baderna – Pazin – AS Rogovići                                                                           | 020,8 km    |
| D49    | Pleternica – čvor Lužani                                                                                   | 019,2 km    |
| D50    | Žuta Lokva – Otočac – Gospić – Gračac                                                                      | 104,2 km    |
| D51    | Gradište – Požega – AS Nova Gradiška                                                                       | 050,3 km    |
| D52    | Špilnik – Korenica                                                                                         | 041,1 km    |
| D53    | Donji Miholjac (ungarische Grenze) – Našice – Slavonski Brod Brod (bosnische Grenze)                       | 091,6 km    |
| D54    | Maslenica – Zaton Obrovački                                                                                | 013,5 km    |
| D55    | Borovo – Vinkovci – Županja (bosnische Grenze)                                                             | 048,6 km    |
| D56    | Drniš – Muć – Klis-Grlo                                                                                    | 053,1 km    |
| D57    | Vukovar – Orolik – Nijemci – AS Lipovac                                                                    | 036,1 km    |
| D58    | Šibenik (Hafen) – Boraja – Trogir                                                                          | 043,0 km    |
| D59    | Knin – Kistanje – Bribirske Mostine – Putičanje – Kapela                                                   | 053,9 km    |
| D60    | Brnaze Trilj – Cista Provo – Imotski – Vinjani Gornji (bosnische Grenze)                                   | 066,1 km    |
| D62    | Šestanovac – Zagvozd – Vrgorac – Kula Norinska – Metković                                                  | 089,5 km    |
| D64    | Pazin – Podpićan – Vozilići                                                                                | 026,9 km    |
| D66    | Pula – Labin – Opatija – Matulji                                                                           | 090,1 km    |
| D69    | Slatina – Čeralije – Voćin – Zvečevo – Kamensko                                                            | 053,4 km    |
| D70    | Omiš – Naklice – Gata – AS Blato na Cetini                                                                 | 021,6 km    |
| D72    | Slavonski Brod: – Svačićeva – I. G. Kovačića – N. Zrinskog                                                 | 002,7 km    |
| D74    | Đurmanec – Krapina – Bednja – Lepoglava                                                                    | 022,0 km    |
| D75    | – Savudrija – Umag – Novigrad – Poreč – Vrsar – Vrh Lima – Bale – Pula                                     | 101,7 km    |

## Inselhauptstraßen
Inselhauptstraßen haben eine Nummer von  100 bis 199. Zum Beispiel die Državna cesta D102 auf der Insel Krk.
| Nummer                    | Verlauf                                                   | Gesamtlänge |
| ------------------------- | --------------------------------------------------------- | ----------- |
| Inseln Cres und Lošinj    |                                                           |             |
| D100                      | Porozina (Fährhafen) – Cres – Mali Lošinj (Ž5159)         | 80,5 km     |
| D101                      | – Merag (Fährhafen)                                       | 10,9 km     |
| Insel Krk                 |                                                           |             |
| D102                      | Šmrika – Krk – Baška                                      | 48,3 km     |
| D103                      | – Flughafen Rijeka                                        | 1,7 km      |
| D104                      | – Valbiska (Fährhafen)                                    | 10,1 km     |
| Insel Rab                 |                                                           |             |
| D105                      | Lopar (Fährhafen) – Rab – Mišnjak (Fährhafen)             | 22,7 km     |
| Insel Pag                 |                                                           |             |
| D106                      | Žigljen (Fährhafen) – Novalja – Pag – Ražanac – Posedarje | 73,8 km     |
| Insel Dugi Otok           |                                                           |             |
| D109                      | Veli Rat – Savar – Sali                                   | 41,9 km     |
| Inseln Pašman und Ugljan  |                                                           |             |
| D110                      | Muline (Fährhafen) – Ugljan – Tkon (Fährhafen)            | 41,6 km     |
| Insel Šolta               |                                                           |             |
| D111                      | Maslinica – Grohote – Stomorska                           | 17,8 km     |
| D112                      | Rogač (Fährhafen) –                                       | 1,9 km      |
| Insel Brač                |                                                           |             |
| D113                      | Supetar – Nerežišće – Sumartin (Fährhafen)                | 39,4 km     |
| D114                      | Milna – Sutivan – Supetar                                 | 18,8 km     |
| D115                      | G. Humac – Bol                                            | 11,4 km     |
| Insel Hvar                |                                                           |             |
| D116                      | Hvar – Milna – Starigrad (Fährhafen) – Sućuraj            | 77,8 km     |
| Insel Vis                 |                                                           |             |
| D117                      | Komiža – Podhum – Vis                                     | 19,9 km     |
| Insel Korčula             |                                                           |             |
| D118                      | Vela Luka – Kapja – Dubovo – Korčula                      | 43,5 km     |
| Insel Lastovo             |                                                           |             |
| D119                      | Ubli – Lastovo                                            | 9,5 km      |
| Insel Mljet               |                                                           |             |
| D120                      | Pomena – Polače – Sobra – Saplunara                       | 42,9 km     |
| Insel Murter              |                                                           |             |
| D121                      | Murter – Tisno – Državna cesta D8                         | 14,0 km     |
| Insel Šipan               |                                                           |             |
| D122                      | Šipanska Luka – Suđurađ                                   | 5,2 km      |
| Weitere Inselhauptstraßen |                                                           |             |
| D123                      | Sobra (Fährhafen) – auf der Insel Mljet                   | 1,1 km      |
| D124                      | Fährhafen Brbinj – auf der Insel Dugi Otok                | 1,7 km      |
| D125                      | Fährhafen Zaglav – auf der Insel Dugi Otok                | 1,1 km      |
| Insel Čiovo               |                                                           |             |
| D126                      | Trogir – Arbanija – Slatine                               | 8,3 km      |
| Insel Žirje               |                                                           |             |
| D128                      | Uvala Mikavica – Fährhafen Žirje                          | 3,8 km      |

## Grenzüberschreitende Zweigstrecken
Die Staatsstraßen 200 bis 228 sind grenzüberschreitende Staatsstraßen, die das kroatische Straßennetz mit den Grenzübergängen zum Ausland verbinden.
| Nummer | Verlauf                                                                             | Gesamtlänge |
| ------ | ----------------------------------------------------------------------------------- | ----------- |
| D200   | Grenzübergang Plovanija (Slowenien) – Buje – AS Buje                                | 11,9 km     |
| D201   | Grenzübergang Požane (Slowenien) – Buzet                                            | 7,1 km      |
| D203   | Grenzübergang Brod na Kupi (Slowenien) − Delnice                                    | 11,2 km     |
| D204   | Grenzübergang Pribanjci (Slowenien) – Bosanci – AS Bosiljevo 1                      | 6,3 km      |
| D205   | Grenzübergang Razvor (Slowenien) – Kumrovec – Klanjec – Gubaševo                    | 24,6 km     |
| D206   | Grenzübergang Hum na Sutli (Slowenien) – Pregrada – Krapina                         | 28,8 km     |
| D207   | Hum na Sutli – Lupinjak – Đurmanec                                                  | 14,5 km     |
| D208   | Grenzübergang Trnovec (Slowenien) – Nedelišće                                       | 6,9 km      |
| D209   | Grenzübergang Mursko Središće (Slowenien) – Šenkovec – Čakovec                      | 17,3 km     |
| D210   | Gola – Ždala – Molve – Virje                                                        | 24,3 km     |
| D211   | Grenzübergang Baranjsko Petrovo Selo (Ungarn) − Baranjsko Petrovo Selo              | 2,0 km      |
| D212   | Kneževi Vinogradi – Grenzübergang Batina (Serbien)                                  | 22,1 km     |
| D213   | – Grenzübergang in Erdut (Serbien)                                                  | 26,7 km     |
| D214   | Županja – Gunja – bosnischen Grenze                                                 | 28,8 km     |
| D216   | Vojnić – Kolarić – Grenzübergang Maljevac (Bosnien-Herzegowina)                     | 25,0 km     |
| D217   | Ličko Petrovo Selo – Grenzübergang Ličko Petrovo Selo (Bosnien-Herzegowina)         | 3,0 km      |
| D218   | Grenzübergang Užljebić (Bosnien-Herzegowina) – Dobroselo – Mazin –                  | 57,2 km     |
| D219   | Gornji Muć – Sinj – Obrovac Sinjski – Grenzübergang Bili Brig (Bosnien-Herzegowina) | 31,7 km     |
| D220   | AS Bisko – Čaporice Trilj – Kamensko (Bosnien-Herzegowina)                          | 28,9 km     |
| D222   | Grenzübergang Mali Prolog (Bosnien-Herzegowina) –                                   | 0,6 km      |
| D223   | Grenzübergang Gornji Brgat (Bosnien-Herzegowina) – Dubac                            | 4,6 km      |
| D224   | Mošćenica – Sunja – Panjani                                                         | 34,2 km     |
| D225   | Grenzübergang Harmica (Slowenien) – Brdovec – AS Zaprešić                           | 14,8 km     |
| D227   | slowenische Grenze – Banfi – Štrigova – Prekopa – Lopatinec – Šenkovec              | 19,4 km     |
| D228   | Jurovski Brod Jurovski Brod – Kamanje – Ozalj – Karlovac                            | 30,2 km     |
| D229   | – Mali Tabor – Luka Poljanska – Miljana – Kumrovec                                  | 25,6 km     |
| D231   | Grenzübergang Bregana (Slowenien) – Samobor – AS Sveta Nedelja                      | 10,9 km     |

## Zweigstrecken
Die Staatsstraßen 300 bis 316 verbinden kleinere Städte mit dem kroatischen Straßennetz.
| Nummer | Verlauf                                                | Gesamtlänge |
| ------ | ------------------------------------------------------ | ----------- |
| D300   | Umag – AS Buje                                         | 8,4 km      |
| D301   | Novigrad – Bužinija – AS Nova Vas                      | 5,8 km      |
| D302   | Poreč – AS Baderna                                     | 10,0 km     |
| D303   | Rovinj – AS Kanfanar                                   | 13,5 km     |
| D305   | – Čabar (Ž5031)                                        | 4,9 km      |
| D306   | Vir – Nin – Zadar (Bili Brig) –                        | 27,5 km     |
| D307   | Gubaševo – Oroslavje – Donja Stubica − Marija Bistrica | 23,8 km     |
| D310   | Jastrebarsko – AS Jastrebarsko                         | 3,7 km      |
| D312   | – Novska                                               | 1,8 km      |
| D313   | Nova Gradiška – Rešetari                               | 1,9 km      |
| D314   | D32                                                    | 2,9 km      |
| D315   | Trogir – Pantana                                       | 2,7 km      |

## Hafenzufahrten
Die Staatsstraßen 400 bis 421 verbinden das kroatische Straßennetz mit Häfen und Flughäfen.
| Nummer | Verlauf                                     | Gesamtlänge |
| ------ | ------------------------------------------- | ----------- |
| D400   | Pula – Pula (Fährhafen)                     | 1,6 km      |
| D401   | – Flughafen Pula                            | 1,6 km      |
| D402   | – Brestova (Fährhafen)                      | 3,2 km      |
| D403   | AS Škurinje – Hafen Rijeka (West)           | 2,4 km      |
| D404   | Rijeka – Containerhafen Brajdica – AS Draga | 4,0 km      |
| D405   | Stinica (Fährhafen) –                       | 2,9 km      |
| D406   | – Prizna (Fährhafen)                        | 2,9 km      |
| D407   | Zadar (Fährhafen) – Zadar                   | 3,8 km      |
| D408   | Flughafen Zagreb-Pleso –                    | 1,0 km      |
| D409   | Plano – Flughafen Split (»Resnik«)          | 3,3 km      |
| D410   | Fährhafen Split – Visoka                    | 4,0 km      |
| D411   | Makarska (West) – Makarska (Fährhafen)      | 1,5 km      |
| D412   | Drvenik – Drvenik (Fährhafen)               | 0,3 km      |
| D413   | Ploče – Hafen Ploče                         | 1,9 km      |
| D414   | Fährhafen Orebić – Ston – Zaton Doli        | 64,7 km     |
| D415   | Fährhafen Trpanj – Donja Banda              | 7,2 km      |
| D416   | Prapratno – Fährhafen Prapratno             | 0,9 km      |
| D417   | Flusshafen Osijek –                         | 2,3 km      |
| D418   | zum Flughafen Osijek/Klisa                  | 2,5 km      |
| D420   | Sustjepan – Hafen Gruž (Dubrovnik)          | 2,8 km      |
| D421   | Most Raša – Hafen Bršica                    | 3,6 km      |
| D422   | Babin Dub – Flughafen Zadar                 | 3,9 km      |
| D423   | Slavonski Brod: – Flusshafen Slavonski Brod | 6,1 km      |
| D424   | Zadar (Hafen Gaženica) – AS Zadar           | 17,6 km     |
| D425   | Mali Prolog – Karamatići – Čeveljuša        | 17,6 km     |
| D427   | AS Marčelji – Viškovo – AS Rujevica         | 10,3 km     |

## Verbindungsstrecken
Die Staatsstraßen 500 bis 525 sind Autobahnzubringer und ähnliche Verbindungsstrecken.
| Nummer | Verlauf                                                  | Gesamtlänge |
| ------ | -------------------------------------------------------- | ----------- |
| D500   | AS Vranja – Šušnjevica – Kršan                           | 23,7 km     |
| D501   | Gornje Jelenje – AS Oštrovica – Meja – Križišće – Šmrika | 20,3 km     |
| D502   | Donji Zemunik – Smilčić – Karin                          | 17,3 km     |
| D503   | Zapužane – Biograd na Moru (Fährhafen)                   | 16,2 km     |
| D507   | Valentinovo – Krapinske Toplice – Gubaševo               | 15,6 km     |
| D510   | AS Umag – Grenzübergang Kaštel (Slowenien)               | 3,0 km      |
| D512   | Makarska – Ravča                                         | 30,6 km     |
| D514   | Slavonski Brod – AS Slavonski Brod                       | 2,7 km      |
| D515   | Našice – Đakovo                                          | 32,7 km     |
| D516   | Karasovići – – Grenzübergang Konfin (Montenegro)         | 14,4 km     |
| D517   | Beli Manastir – Belišće                                  | 27,4 km     |
| D518   | Osijek – Jarmina                                         | 32,9 km     |
| D519   | Dalj – Borovo                                            | 16,2 km     |
| D520   | AS Babina Greda – Slavonski Šamac                        | 7,6 km      |
| D522   | Udbina – Lovinac – AS Gornja Ploča                       | 13,2 km     |
| D523   | Šmrika – Križišće                                        | 3,0 km      |
| D525   | Pleternica – AS Slavonski Brod West – Slavonski Brod     | 25,6 km     |
| D526   | AS Varaždinske Toplice – Varaždinske Toplice             | 1,2 km      |
| D528   | Varaždin – AS Varaždin                                   | 2,4 km      |
| D530   | AS Ludbreg – Zamlaka                                     | 1,6 km      |
| D531   | AS Vrpolje – Vrpolje                                     | 1,7 km      |
| D532   | Baška Voda – Zagvozd                                     | 10,5 km     |
| D534   | Budak – AS Gospić                                        | 2,4 km      |
| D535   | Drvenik – Ravča                                          | 12,1 km     |
| [ 2 ]  | Klinča Sela – AS Donja Zdenčina                          | 2,3 km      |
| [ 2 ]  | Farkaševac – Rajić – Gudovac – Bjelovar                  | 16,9 km     |